# Victor Leclerc de Buffon
Pour les articles homonymes, voir Buffon.
Victor Leclerc de Buffon, dit le chevalier de Saint-Paul (ou le chevalier d'Orléans), est un fils naturel de Louis Philippe d'Orléans (1747-1793), duc d'Orléans, connu sous la Révolution française sous le nom de Philippe-Égalité, né le 6 septembre 1792 et mort le 20 avril 1812.

## Biographie
Fils naturel de Louis-Philippe d'Orléans, duc d'Orléans, et de sa maîtresse en titre depuis 1784, Marguerite Françoise Bouvier de la Mothe de Cépoy, comtesse de Buffon, Victor Leclerc de Buffon fut présenté comme le fils du mari de cette dernière, Georges Louis Marie Leclerc de Buffon (1764-1794), fils du célèbre naturaliste, demeurant à Montbard, où sa mère rencontrait le duc d'Orléans au Petit Fontenet.
Sa mère divorça au début de 1794 et l'éleva seule (le duc d'Orléans ayant péri sur l'échafaud en 1793) jusqu'en 1800. 
Néanmoins, s'étant remariée en 1798 au général de Bussière, elle l'envoya à Londres, où il arriva vers la fin de l'année 1800, pour que le jeune duc d'Orléans et futur roi des Français, Louis-Philippe d'Orléans, prit soin de lui.
Le chevalier de Saint-Paul offrait, aux dires du duc d'Orléans, « une ressemblance qui fait peur et qui serre le cœur » avec son défunt père. 
Ignorant le secret de sa naissance, qui ne lui fut révélé qu'en 1807, après la mort du duc de Montpensier, il fut mis en pension dans un collège anglais, en butte aux brimades de ses camarades.
Il s'engagea ensuite dans l'armée anglaise.
Lorsqu'il rédigea son testament, en 1810, Louis-Philippe d'Orléans  prit des dispositions spéciales le concernant : 
« Je recommande aussi à mon Amélie mon petit frère naturel, le chevalier de Saint-Paul, qui est aujourd'hui lieutenant dans les fusiliers royaux anglais ou le 7e régiment d'infanterie anglaise. Il s'est fort distingué à la Martinique sous sir George Prevost. […] J'ose me flatter que la reine [de Sicile] daignerait au besoin, par bonté pour moi, s'intéresser à ce pauvre petit qui n'a plus que moi d'appui en ce monde. Je lui ai fait un petit fonds qui doit être aujourd'hui d'environ 600 livres sterling et qui s'accumule entre les mains de Messieurs Coutts, pour lui acheter une compagnie, ou lui servir autrement selon les circonstances. »
Servant comme lieutenant dans l'armée anglaise lors de la prise de Badajoz, le chevalier de Saint-Paul eut une jambe broyée par un boulet de canon dans l'assaut du 6 avril 1812.
Il subit courageusement l'amputation mais mourut deux semaines plus tard au terme d'une longue et douloureuse agonie.